# Saab 35 Draken

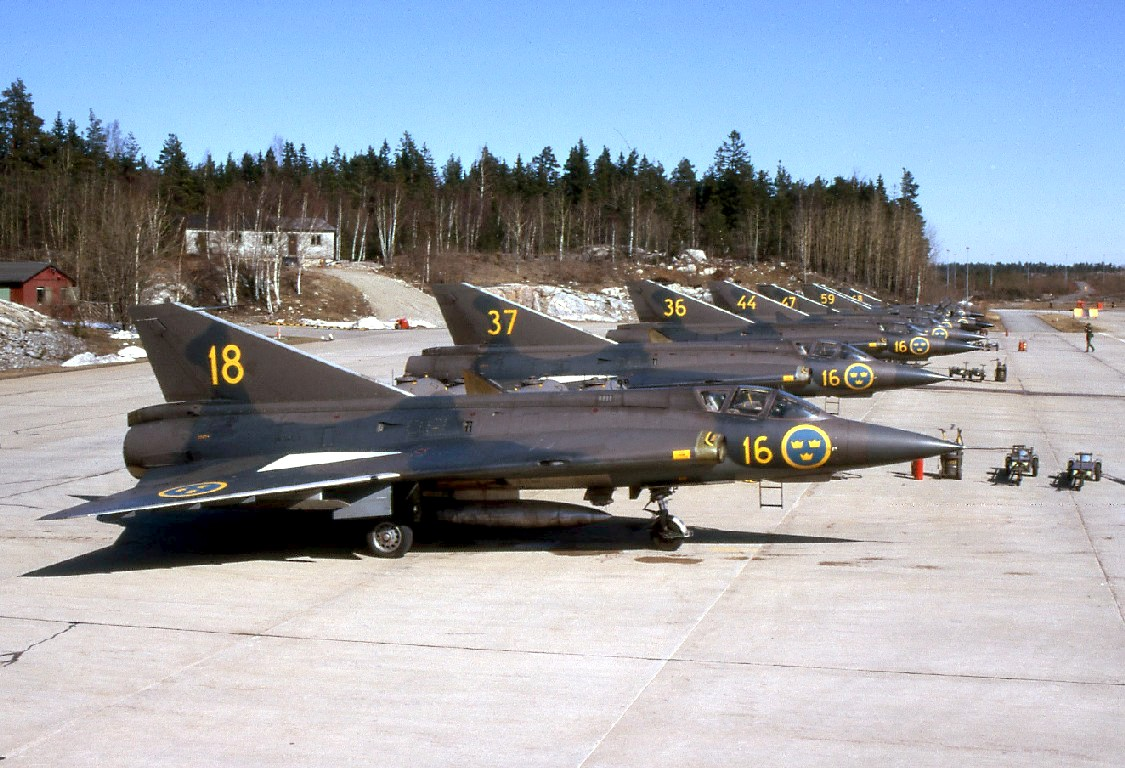
J 35A Draken på F 18 Tullinge

Sk 35C Draken som utför en så kallad "Kort parad" manöver, modernt mer känt under namnet Kobramanövern.

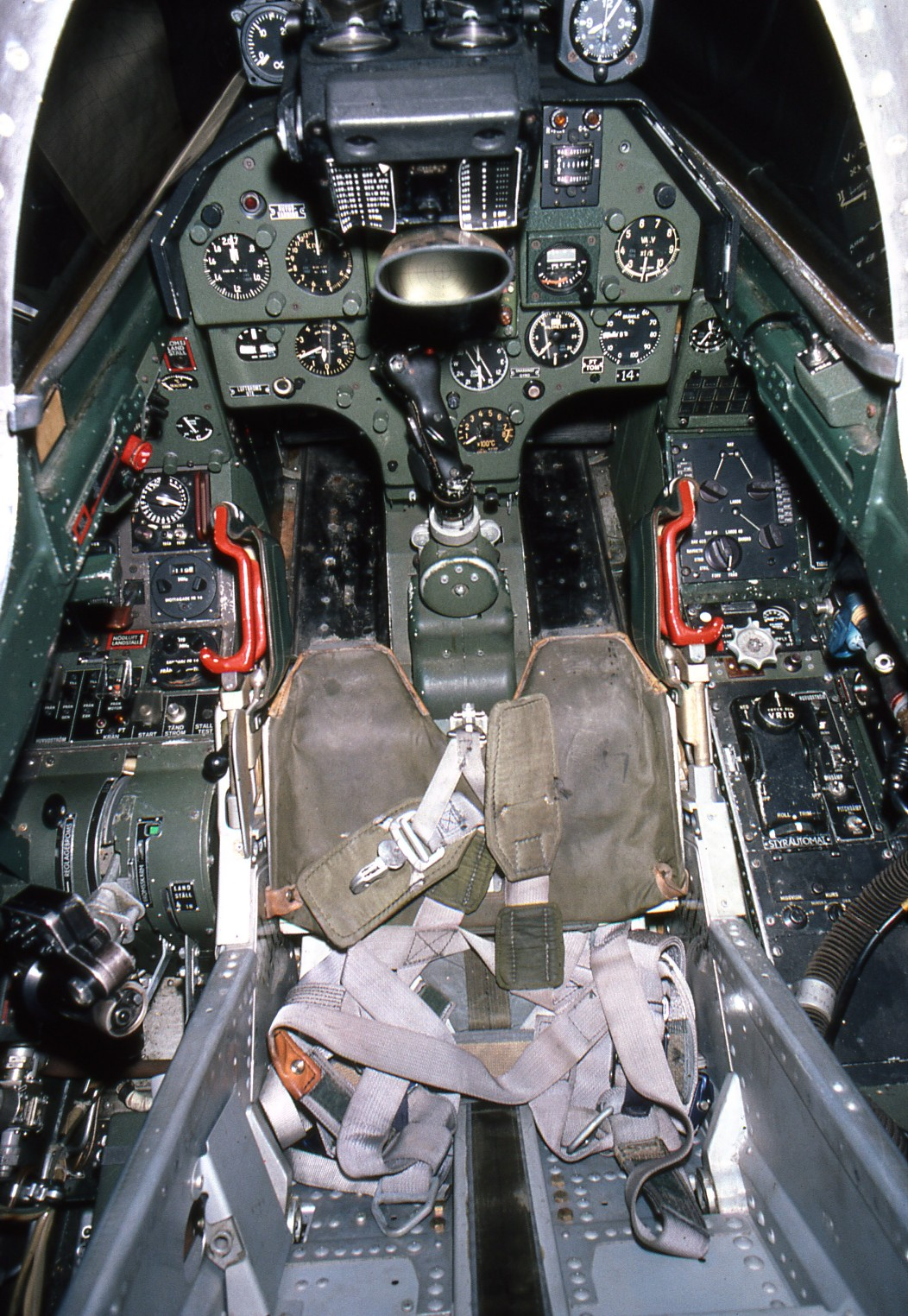
Sittbrunnen i en J 35A

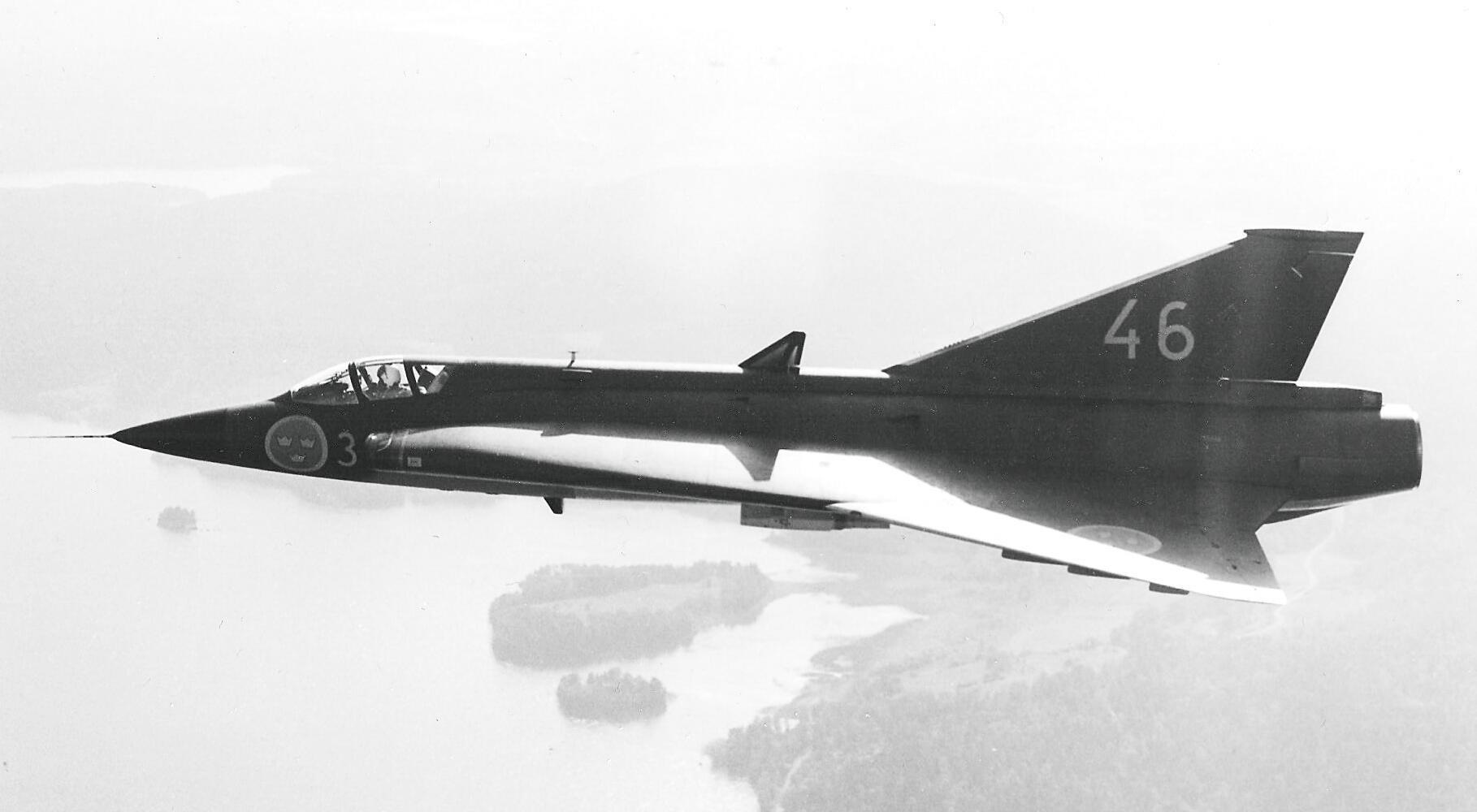
J 35D Draken, flygplan 35346, Ceasar 46, F3, 1970

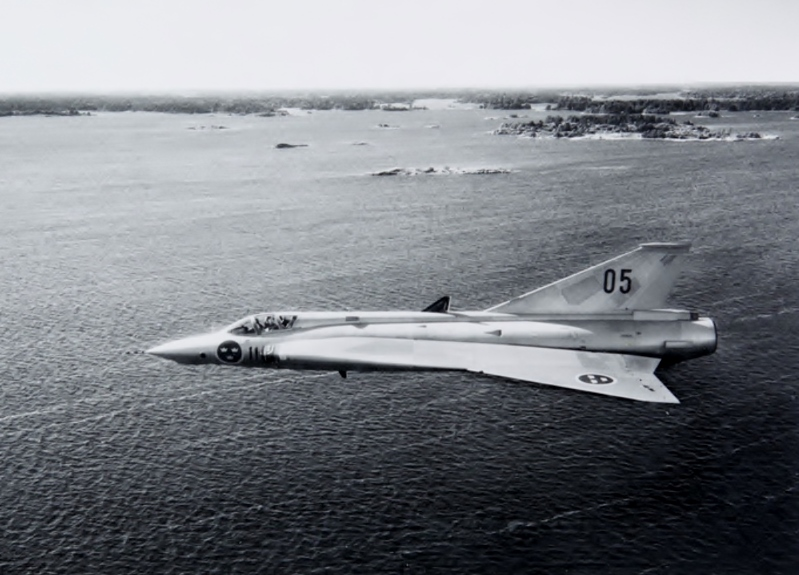
S 35 Draken (C/N 35905)

Fyra Draken på flygdag på F 16 i Uppsala 1968.

Saab 35 Draken är ett enmotorigt svenskt jaktflygplan med dubbel deltavinge som utvecklades av Saab AB för det svenska flygvapnet, där det ersatte J 29, J 32 och J 34. Flygplanet var det första riktiga överljudsflygplanet att tas i tjänst i Västeuropa och kom att brukas militärt i över 40 år i fyra europeiska länder. Första flygningen gjordes 1955, och planet togs i tjänst 1960.
Draken var ursprungligen utvecklad som ett höghöjdsjaktplan men kom på grund av sin konfiguration även att bli ett effektivt jaktflygplan på lägre höjder. Planet var även det första att göra den avancerade flygmanövern kort parad, vilket även brukades som en stridsmanöver.
Saab 35 Draken togs ur svensk militär tjänst 1998, österrikiska flygvapnet flög till 2005. Några exemplar i Sverige och andra länder hålls i flygdugligt skick. 

## Historia
Omkring år 1950 insåg Sverige att man behövde ett jaktplan som kunde genskjuta de nya kärnvapenbestyckade bombplanen. Flygplanet skulle vara utrustat med radar och det skulle vara kapabelt att flyga snabbare än ljudet. Dessutom skulle det ha en mycket bra stigförmåga, lång räckvidd, uthållighet samt förmåga att bära de vapen som krävdes för uppdraget. Därtill skulle flygplanet ha möjlighet att starta och landa på reservvägbaser, vilket var standard för det svenska flygvapnet. Chefskonstruktör för projektet blev Erik Bratt. I konstruktionsgruppen ingick även Sven Ingelf som utförde de taktiska beräkningarna, Åke Anderberg överljudsaerodynamiken och Karl-Gustaf Wachtmeister som arbetade med flygplanets underljudsegenskaper. 
Valet föll på en konstruktion med en smal flygkropp med en dubbel deltavinge. Denna vingtyp gav goda flygegenskaper vid höga hastigheter tack vare den inre, mera pilformade vingen. Den yttre deltavingen kunde då kombinera detta med goda flygegenskaper vid lägre hastigheter. Den tjocka inre vingen medgav stora bränsleutrymmen och även bra utrymmen för landställ och fasta vapenfästen. Den gjorde även konstruktionen mycket stabil. Dock kom med deltavingen en mindre trevlig egenskap i form av risken för superstall. Detta kunde inträffa vid hög anfallsvinkel då man vid oaktsamhet snabbt kunde förlora all fart. Flygplanets nos pendlade då våldsamt upp och ned och förlorade snabbt höjd. Senare integrerades flygträning i utgång ur superstall i typinflygningsskedet, (TIS 35), med en specialutrustad Sk 35C försedd med en för ändamålet modifierad bromsfallskärm.
Designen utvärderades i ett provflygplan benämnt Saab 210. Detta flygplan var byggt i en mindre skala (1/√2 eller ca 71 %) och blev därför inofficiellt benämnd Lilldraken efter att första prototypen till Saab 35 flugit. Saab 210 användes enbart vid underljudsflygningar. Detta flygplan är idag utställt vid Flygvapenmuseum i Linköping. Namnet Draken kom från dess likhet rakt uppifrån i formen med en 'flygande drake' och hade ingenting med det eldsprutande sagodjuret att göra.
Den första prototypen flög i 25 oktober 1955 med Bengt Olow som pilot 
 och leveranserna av den första versionen, J 35A, började år 1959. Denna version hade en Rolls-Royce Avon 200-motor (i Sverige kallad RM 6B) som gav 64,1 kN dragkraft tillsammans med en svensktillverkad efterbrännkammare.  
Draken konstruerades som ett höghöjdsjaktplan, men visade sig även vara mycket kapabelt vid lägre höjder. En spaningsversion, S 35E, tillkom senare, liksom en tvåsitsig skolversion, Sk 35C. Draken exporterades även till Danmark, Finland och Österrike. 
Totalt byggdes 644 Drakenflygplan. De tjänstgjorde i fyra olika flygvapen i sammanlagt 46 år (1959–2005). Än i dag flyger ett antal civilregistrerade Draken-plan i USA. Svenska försvaret håller en J 35J flygande som en del i sin veteranverksamhet. Dessutom finns ett exemplar i Danmark som bevarats i flygdugligt skick, det har emellertid inte flugit sedan år 1996.
Den 15 januari 1960 flög för första gången ett svenskt jaktflygplan i dubbla ljudhastigheten. Det var provflygaren kapten Erik Dahlström som i en J 35B Draken satte rekordet i planflykt.

## Versioner

### Sverige
Följande versioner användes i det svenska flygvapnet:
J 35A –  90 flygplan av denna version byggdes och levererades under åren 1959–1961. Från och med det 66:e flygplanet gjordes baksektionen längre för att få utrymme med en ny efterbrännkammare (ebk). Man blev då även tvungen att införa ett infällbart sporrhjul. Denna modifiering gav ökad dragkraft då ebk användes. De två varianterna kallades allmänt för Adam kort och Adam lång. Då radarn som utvecklades av LM Ericsson till J 35A inte skulle bli klar i tid, så upphandlade Flygförvaltningen (KFF) siktesradar PS-02 från Compagnie générale de télégraphie Sans Fil. PS-02 arbetade på X-bandet (9 GHz) och var i huvudsak avsedd som avståndsmätare för Sikte 6B vid skjutning med Automatkanoner.
J 35B – 73 flygplan byggdes och levererades under åren 1962–1963. Denna version fick så småningom en bättre radar och bättre sikten. Till J 35B var LM Ericssons Siktesradar PS-03 klar. Radarn arbetade på X-bandet (9 GHz) och dess huvudsakliga uppgifter var att till Sikte S-7A leverera relativa målrörelser och målavstånd vid skjutning med jaktraketer i direktanfall eller jaktrobotar i hundkurveanfall, den kunde även användas för målspaning. J 35B var den första version som kunde ta emot målinformation och stridsledningskommandon via digital dataöverföring från Flygvapnets styrdatasystem som en integrerad del i det svenska STRIL 60 systemet. Målinformation och kommandon presenterades för flygförare på ett antal analoga indikatorer i cockpiten.

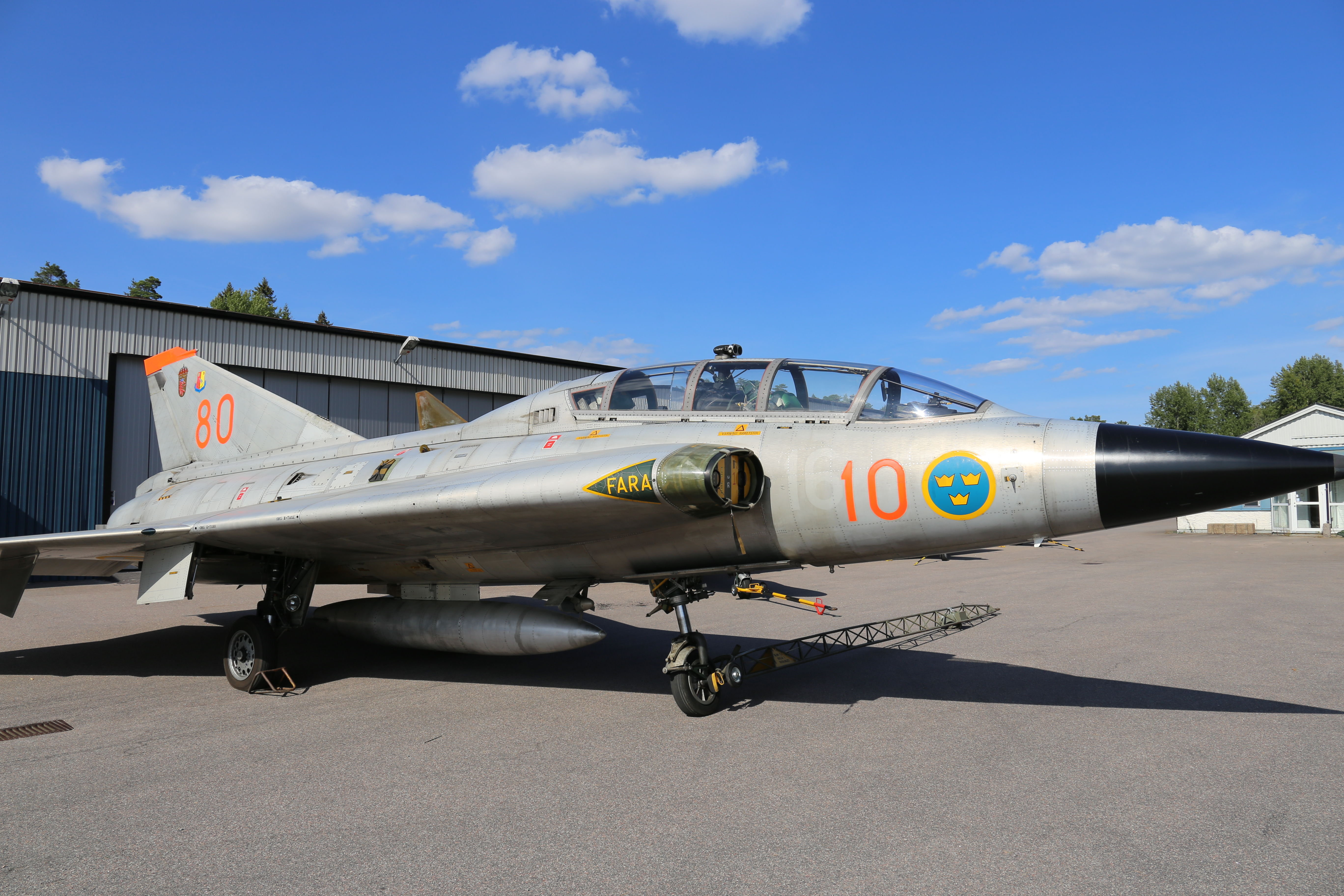
SK 35C, individnummer 35811. Fotograferad innan den togs in i Magasinshangaren, Flygvapenmuseum, Linköping.

SK 35C – Totalt byggdes 25 stycken J 35A med kort bakkropp om till en tvåsitsigt skolversion. Ombyggnaden gjordes så att man relativt lätt kunde återställa flygplanen till J 35A om nödvändigt. Versionen saknar beväpning. 
J 35D – Denna version byggdes i 120 exemplar och levererades mellan åren 1963–1964. Man hade nu bytt motor till den kraftigare Rolls-Royce Avon 300 (RM 6C), som kunde ge 77,3 kN dragkraft med tänd efterbrännkammare. Senare köpte Saab tillbaka 24 flygplan och konverterade dessa till J 35Ö (ibland benämnd J 35OE) för export till Österrike.
S 35E – Totalt 59 flygplan i en spaningsversion där radar och beväpning gett plats för kameror (av lod- och snedbildstyp). Mellan åren 1965 och 1966 levererades 30 individer med serienummer 35902–35931. Mellan åren 1966 och 1968 levererades 29 ombyggda J 35D, dessa fick nya serienummer 35932–35960. Samtliga flygplan av spaningsversionen flögs endast vid Södermanlands flygflottilj och Norrbottens flygflottilj.  
J 35F – Totalt 230 flygplan av denna version med förbättrad elektronik byggdes. J 35F hade integrerade radar-, siktes- och robotsystem. LM Ericsson utvecklade siktesradar PS-01 till J 35F som hade stöd för jaktrobotar med semiaktiv radarmålsökare. Radarn arbetade på X-bandet (9 GHz) och dess huvudsakliga uppgift var att förmedla relevanta målrörelser och målavstånd till Sikte S-7B3/31 vid skjutning med jaktrobotar i direktanfall eller jaktkurveanfall eller hundkurveanfall samt att via robothjälpapparaterna anpassa slavsignaler till jaktrobotarna Rb 27 och Rb 28. Den kunde även användas för målspaning. Man förbättrade även avioniken. Beväpningsalternativen blev flera och effektivare, men en av automatkanonerna försvann för att ge plats åt elektronik. J 35F2 var en modifierad variant på J 35F som var utrustad med en infrarödsensor. J 35F levererades mellan åren 1965 och 1972.
J 35J –  Mellan åren 1987 och 1991 livstidsförlängdes 67 stycken J 35F genom uppgradering till J 35J standard. Denna variant hade uppgraderad elektronik, en moderniserad automatkanoninstallation, ytterligare två fästen för robotar samt större bränslekapacitet. Den sista operativa J 35J togs ur tjänst 8 december 1998 vid Skånska flygflottiljen.
Alla svenska versioner finns bevarade vid Flygvapenmuseum i Linköping.
Efter avslutad tjänst har man renoverat en Draken i flygande skick, med militärt registreringsnummer 35556, anropssignal "Johan 56" med civilt registreringsnummer SE-DXR. Det är en grönmålad (tidigare gråmålad) J 35J och ägs av Saab AB, disponeras av Swedish Air Force Historic Flight och är stationerad hos Försvarsmakten på Skaraborgs flygflottilj. Den 30/3 2017 undertecknades ett avtal där Försvarsmakten överlåter Johan 56 till SAAB AB, Swedish Air Force Historic Flight övertar i samband med detta den tekniska och operativa driften av individen.
| Benämning | Antal | Tidsperiod | Typ              | Basering                                   |
| Sverige   | Antal | Tidsperiod | Typ              | Basering                                   |
| --------- | ----- | ---------- | ---------------- | ------------------------------------------ |
| J 35A     | 90    | 1960–1976  | Jaktflygplan     | F 13, F 16                                 |
| J 35B´    | 72    | 1962–1964  | Jaktflygplan     | F 16, F 18                                 |
| J 35B     | 97    | 1964–1976  | Jaktflygplan     | F 10, F 18                                 |
| Sk 35C    | 25    | 1962–1998  | Skolflygplan     | F 10, F 16                                 |
| J 35D     | 30    | 1963–1964  | Jaktflygplan     | F 13                                       |
| J 35D1    | 24    | 1964–1968  | Jaktflygplan     | F 13                                       |
| J 35D2    | 66    | 1964–1984  | Jaktflygplan     | F 3, F 4, F 10, F 13, F 21                 |
| S 35E     | 58    | 1965–1979  | Spaningsflygplan | F 11, F 21                                 |
| J 35F-1   | 100   | 1965–1991  | Jaktflygplan     | F 1, F 3, F 10, F 13, F 16                 |
| J 35F-2   | 130   | 1967–1991  | Jaktflygplan     | F 1, F 3, F 10, F 12, F 13, F 16, F 17, FC |
| J 35J     | 66    | 1987–1998  | Jaktflygplan     | F 10                                       |

### Danmark
År 1968 blev Danmarks flygvapen första exportkund för Saab Draken i och med en beställning på flygplan för två eskadriller (av två flygdivisioner). Kontraktet kom att innehålla 20 stycken F-35 som var en specialutvecklad attackversion baserad på J 35F, 20 stycken RF-35 spaningsflygplan och sex TF-35 skolflygplan. Danmark fick sina tre första F-35 den 1 september 1970 levererade till Karups flygvapenbas där de kom att placeras i Eskadrille 725 (attack) och 729 (spaning).
År 1973 beställdes ytterligare fem TF-35. Dessa var tvungna att byggas separat eftersom serieproduktionen då avslutats till förmån för Viggen. Sammanlagt hade danska flygvapnet 51 Drakenflygplan. 
Den danska 35XD:s (XD uttyds Export Danmark) flygkropp avvek från den svenska versionen i många avseenden, huvudsakligen eftersom den danska versionen närmast var ämnad för markattack än för luftstrid. Man förstärkte flygkroppen för att flygplanet skulle kunna bära tyngre last på nio fästen samt utöka sin interna bränslekapacitet med 40 %. Saab 35XD hade två automatkanoner men inget radarsystem. De danska Draken hade en noskon av metall, motsatt de svenska glasfiberförstärkta noskoner. Utan den tunga radar-utrustningen behövdes en barlast i nosen av jämviktsskäl.
Avioniken uppgraderades i Danmark i mitten på 1980-talet och inkluderade en Marconi HUD, en dator för vapenstyrningen och en Ferranti laseravståndsmätare, som tillsammans med ett nytt tröghetsnavigationssystem förde vapensiktet och navigationsnoggrannhet i närheten av de som uppnåddes av Danmarks Lockheed Martin F-16 Fighting Falcon flygplan. De sista danska Draken flög i slutet av år 1993 när Eskadrille 729 upphörde.
| Benämning | Antal | Tjänstetid | Typ                |
| Danmark   | Antal | Tjänstetid | Typ                |
| --------- | ----- | ---------- | ------------------ |
| F-35      | 20    | 1970–1991  | Markattackflygplan |
| RF-35     | 20    | 1970–1993  | Spaningsflygplan   |
| TF-35     | 11    | 1970–1991  | Skolflygplan       |

### Finland
I Finland använde man ett flertal varianter. I Finland fick de en ny beteckning genom att man tog bort prefixet och tillförde ett "S" efter benämningen.
Den andra exportordern för Draken kom från Finländska flygvapnet i april 1970. Man beställde då 12 stycken allväders Saab 35XS (Export Suomi) som skulle monteras i Finland av Valmet. Sju J 35B som hade fått sin allvädersavionik borttagen leasades till det finländska flygvapnet som förberedelse för de nya flygplanen. Dessa J 35B köptes av det finländska flygvapnet 1976 och gavs beteckningen 35BS.
Det första nybyggda Saab 35XS levererades i april 1974, och det sista flygplanet levererades år 1975. Dessa flygplan kallades 35S i Finland. Sex före detta svenska J 35F (35FS i Finland) och tre Sk 35C (35CS) köptes år 1976 vid samma tidpunkt som man köpte de leasade 35BS. Ytterligare en order om begagnade J 35F (18 flygplan) och Sk 35C (2 flygplan) kom år 1984. Leveransen av de tvåsitsiga skolflygplanen betydde att pilotträningen på Draken nu kunde ske i hemlandet i stället för i Sverige.
Inledningsvis levererades flygplanen till flygdivisionen HävLLv 11 vid Tavastlands flygflottilj som var baserad vid Tikkakoski nära Jyväskylä i centrala Finland. Senare omflyttades HävLLv 11 till nordligaste Finland där den placerades vid flygbasen i Rovaniemi vid Lapplands flygflottilj. År 1984 bildades en andra division med Draken (HävLLv 21) vid Satakunta flygflottilj vid Birkala, nära Tammerfors i sydvästra Finland.
Efter andra världskriget var Finland begränsat av ett avtal från 1950 till 1989 med de allierade segernationerna, om att ha högst 60 stycken stridsflygplan. Denna restriktioner omfattade dock inte skolversioner eller skolflygplan som kunde användas till taktiska uppdrag utöver sin primära funktion. Jaktplanen 35S och 35FS klassades därmed som stridsflygplan medan det tvåsitsiga skolflygplanet 35CS och övergångsplanet 35BS betraktades som skolflygplan. Det har senare framkommit att Sverige lagrade ett stort antal Draken-plan, som annars hade gått till skrotning, samtidigt som Finland utbildade fler stridspiloter än vad landet hade bruk för.
År 1990 utrustades flygplanen med rems/fackelfällare och ytterligare två vapenfästen. Vissa av de finländska Draken kunde utrustas med den ryska värmesökande jaktroboten Vympel K-13 (AA-2 Atoll) på grund av dess likhet med AIM-9 Sidewinder.
Alla 35BS togs ur tjänst i slutet av år 1995. HävLLv 11 i Rovaniemi kom att flyga Draken fram till 16 augusti 2000 då DK-201 gjorde en sista uppvisning.
Under alla år som Draken var i bruk i Finland inträffade endast två haverier. Under en flygning i januari 1974 började flygplanets generator att brinna, men piloten nödlandade och klarade sig oskadd. Ett haveri med dödlig utgång inträffade 14 november 1995 när ett flygplan kolliderade med marken på grund av en felinställd höjdmätare. 
| Benämning | Benämning | Antal | Tjänstetid | Typ/kommentar |
| Sverige   | Finland   | Antal | Tjänstetid | Typ/kommentar |
| --------- | --------- | ----- | ---------- | --- |
| J 35A     | 35AS      | 1     | 1974–1985  | Användes för utbildning av flygmekaniker. Flög aldrig i finländsk tjänst.                                                                               |
| J 35B     | 35BS      | 8     | 1972–1997  | Sju användes för inskolning och reguljär tjänst. Ett användes 1974–1985 för utbildning av flygmekaniker. Detta exemplar flög aldrig i finländsk tjänst. |
| Sk 35C    | 35CS      | 5     | 1976–2000  | Användes som skolflygplan. Ingen beväpning. |
| J 35F     | 35FS      | 24    | 1976–2000  | Jaktflygplan |
| Saab 35XS | 35S       | 12    | 1974–1998  | Jaktflygplan |

### Österrike
I Österrikes flygvapen var planet i tjänst från år 1987 till 25 november 2005 som J 35Ö (i engelskspråkiga länder som J 35OE).

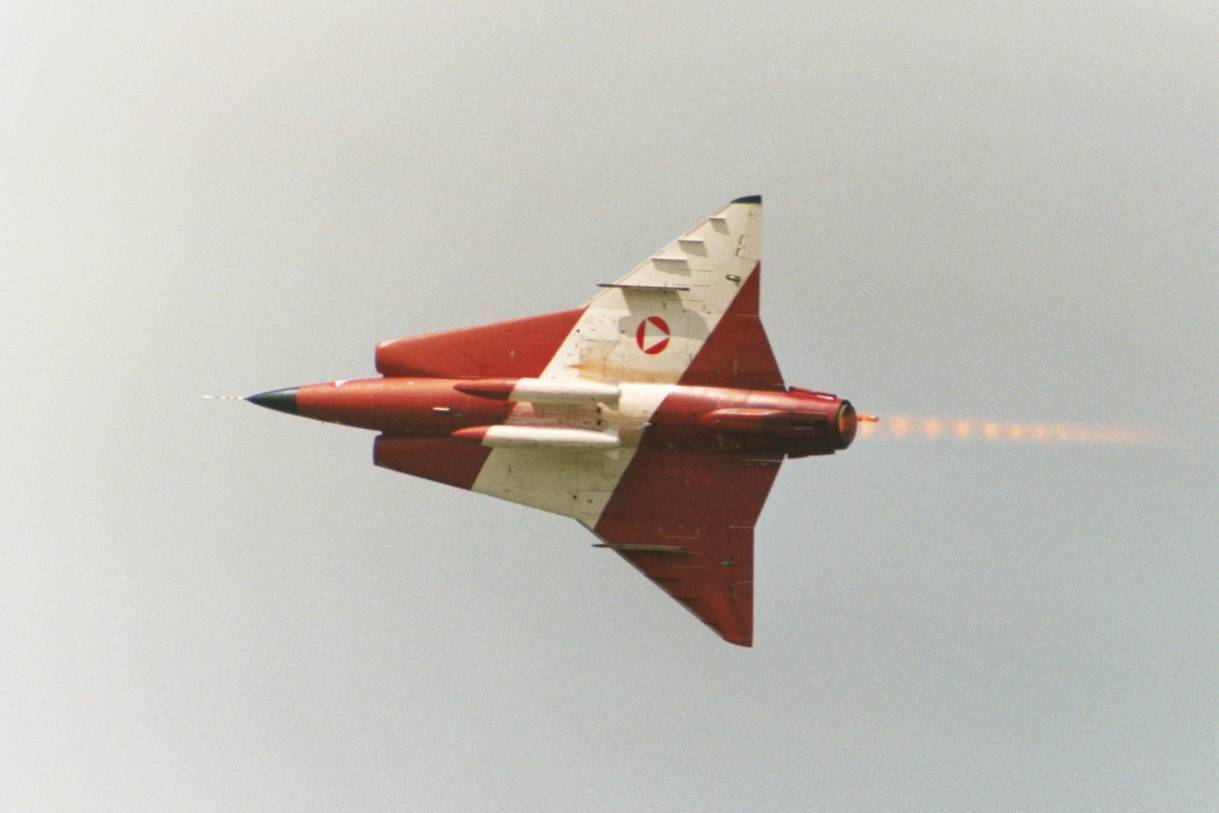
Draken i österrikisk specialmålning.

Beslutet om att köpa Draken togs inte lätt i Österrike. Redan år 1968 diskuterade man anskaffandet av 12 Draken. Affären stannade dock vid införskaffandet av enbart skolflygplanet Saab 105Ö. Nästan 20 år senare beslöt man slutligen att införskaffa 24 Draken för den österrikiska försvarsmakten. Därtill köpte man ett flygplan för markträning. På grund av flygplanets då höga ålder möttes beslutet av högljudd kritik. Flygplanet hade dåligt rykte i österrikiska medier där den kallades "Det högljudda gamla flygande järnskrotet". 
År 1985 inköptes 24 stycken J 35D. Dessa flygplan hade byggts mellan åren 1960 och 1963 men genomgick en komplett översyn i Sverige. Man installerade bland annat F-versionens mer fågelkollisionsäkra huv samt målade om flygplanen med en ny typ av färg. Flygplanen som fick benämningen J 35Ö flögs till Österrike mellan juni 1988 och augusti 1989. 
På grund av de restriktioner som gällde för det österrikiska flygvapnet efter andra världskriget var robotbeväpning förbjuden. Det var också en av orsakerna till att man valde den med två 30 mm automatkanoner utrustade D-versionen framför den modernare F-versionen som bara hade en kanon. Avsaknaden av robotbeväpning blev ett stort problem under Tiodagarskriget år 1991 då jugoslaviska flygplan upprepade gånger kränkte det österrikiska luftrummet. Detta ledde till att restriktionerna lättades och österrikarna kunde införskaffa svensktillverkade värmesökande robotar av typen AIM-9P3 Sidewinder. Flygplanen behövde inte modifieras för denna anskaffning eftersom planet redan var kompatibelt med detta vapen. Under ett uppgraderingsprogram installerades även ny radioutrustning, bromskrokar, radarvarningselektronik och remsfällare som köptes från det danska flygvapnet som just avvecklat Draken. De uppgraderade 35Ö brukar benämnas 35Ö Mk.II och känns lättast igen på radarvarnaren i fentoppen (se bild nedan).
År 1999 köpte man ytterligare fem flygplan från Sverige, vilka togs ur den befintliga flottan vid Skånska flygflottiljen, och som flögs ner till Österrike för att användas som reservdelar till de befintliga flygplanen.
| Benämning | Benämning | Antal | Tjänstetid | Typ          |
| Sverige   | Österrike | Antal | Tjänstetid | Typ          |
| --------- | --------- | ----- | ---------- | ------------ |
| J 35D     | J 35Ö     | 24    | 1985–2005  | Jaktflygplan |

## Haverier
Det första svåra haveriet med flygplanstypen ägde rum på förmiddagen den 7 juni 1960 vid sjön Bjän nordväst om Roxen i Östergötland. Majoren Stig Olof Haage från F 13 i Norrköping hann meddela flygledningen att han behövde hoppa men lyckades inte komma ur planet.
Under de 38 år som flygplanet var i tjänst i svenska flygvapnet var den totala flygtiden 766 720 timmar med 119 totalhaverier. Det innebär en haverifrekvens på 15,5 flygplan på 100 000 flygtimmar. Motsvarande haverifrekvens i Danmark var 6,2, i Finland 1,4 och i Österrike 0,0.

## Galleri

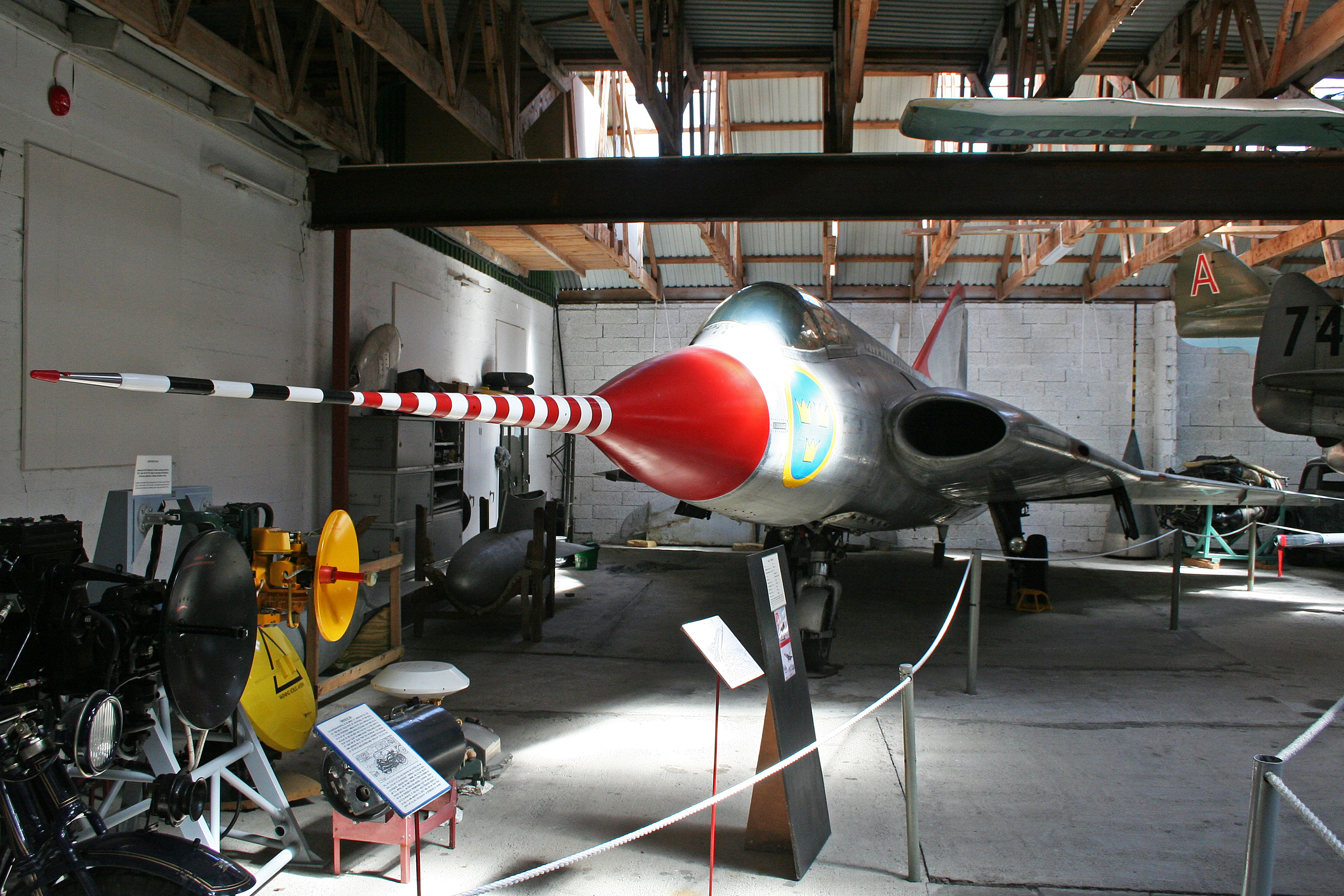
Första provflygplanet 35-1 bevarat på Svedinos bil- och flygmuseum.
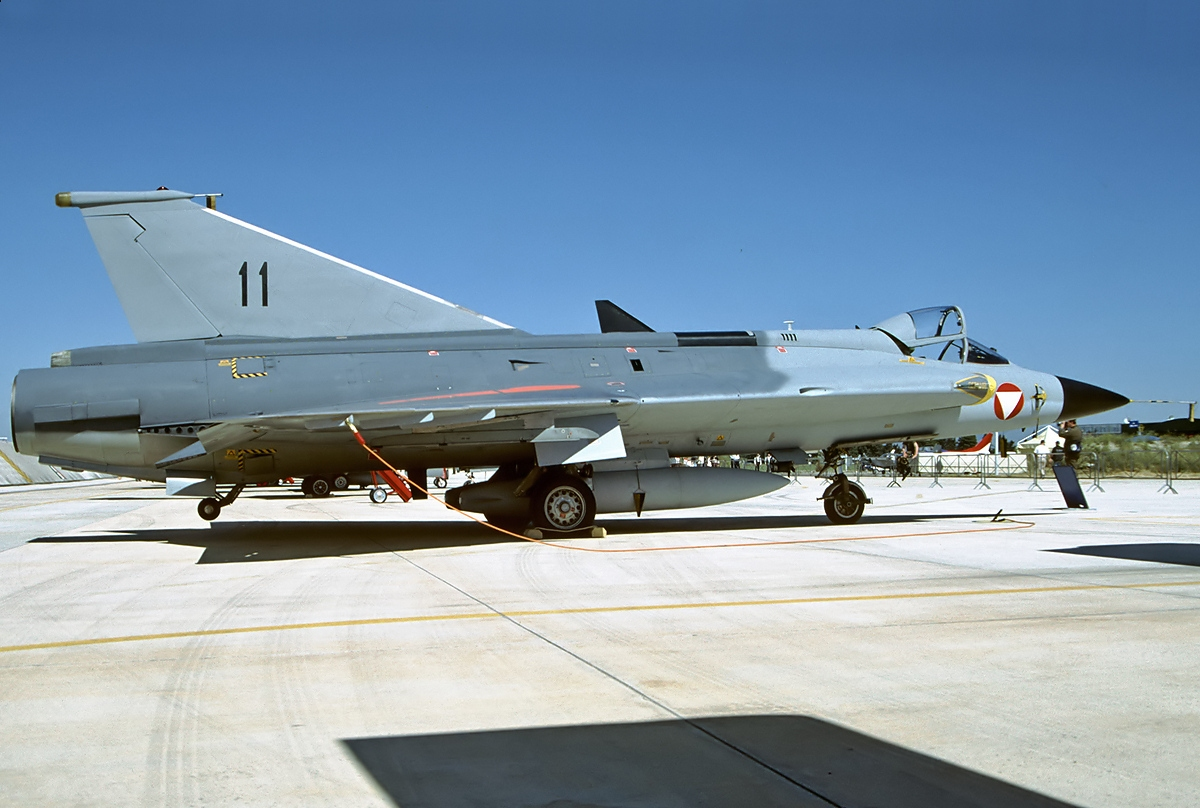
Österrikisk J 35Ö.
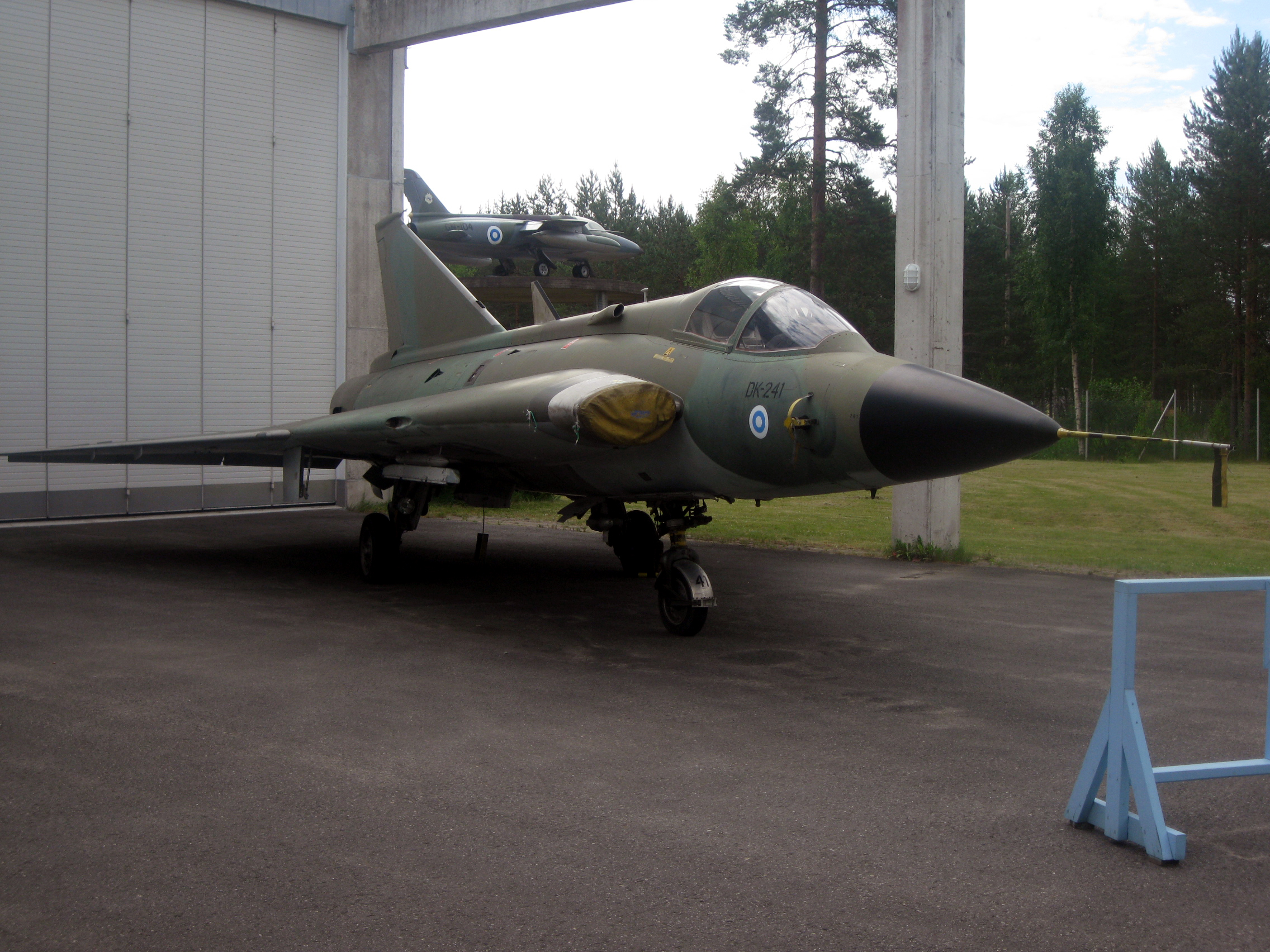
Finländsk 35FS Draken (35458).
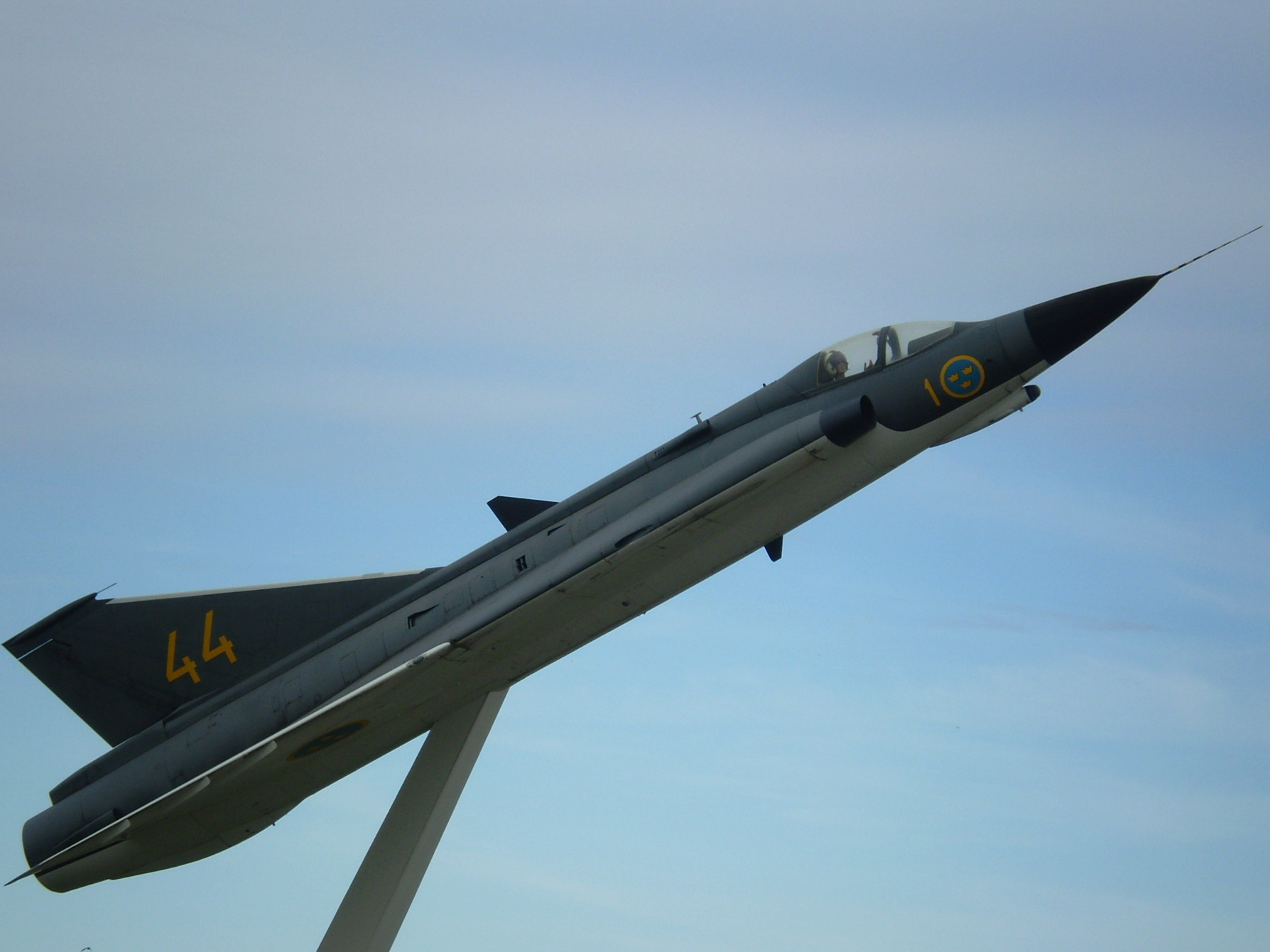
J 35F Draken (35583) vid f.d. Västmanlands flygflottilj.
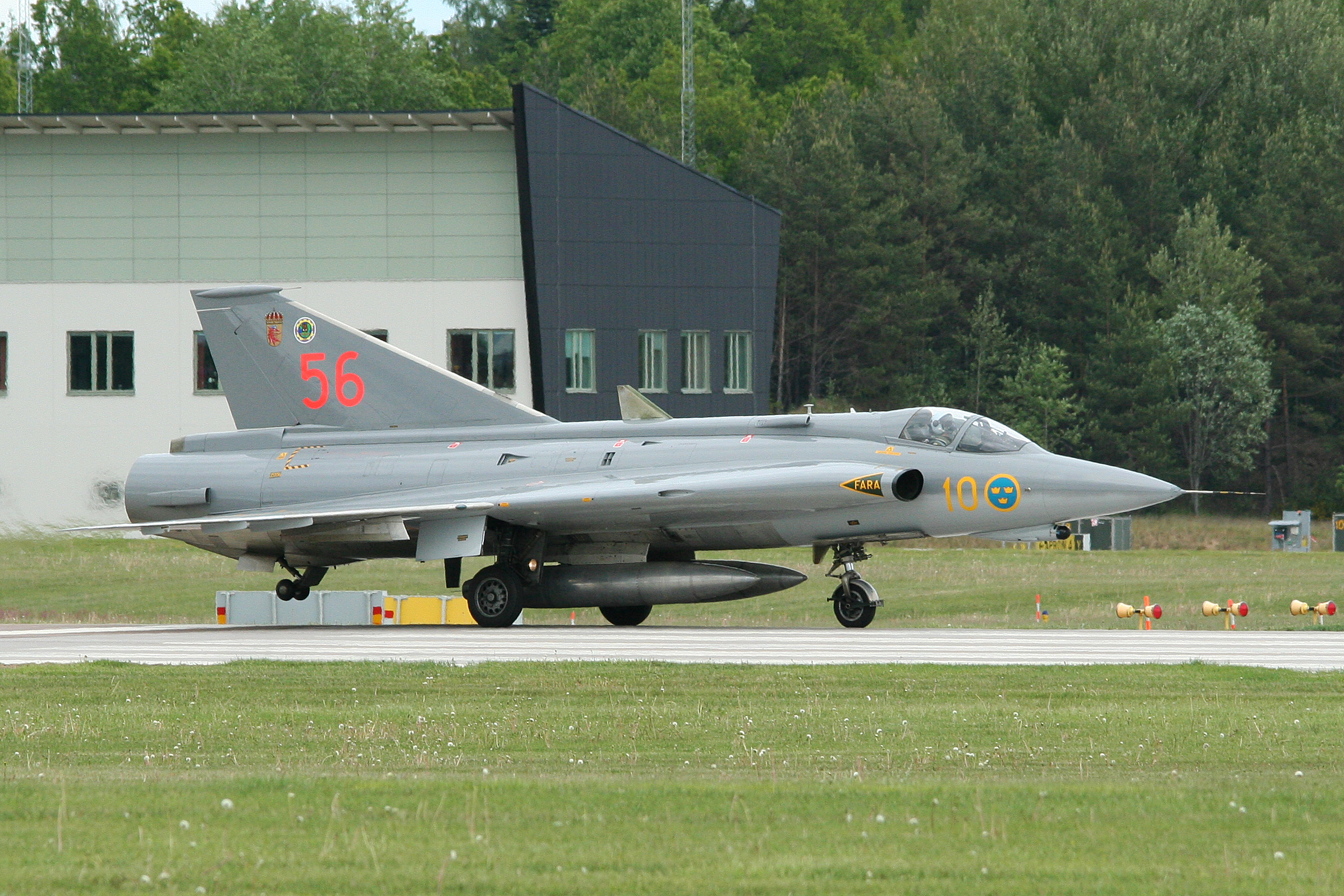
"Johan 56" (C/N 35556).
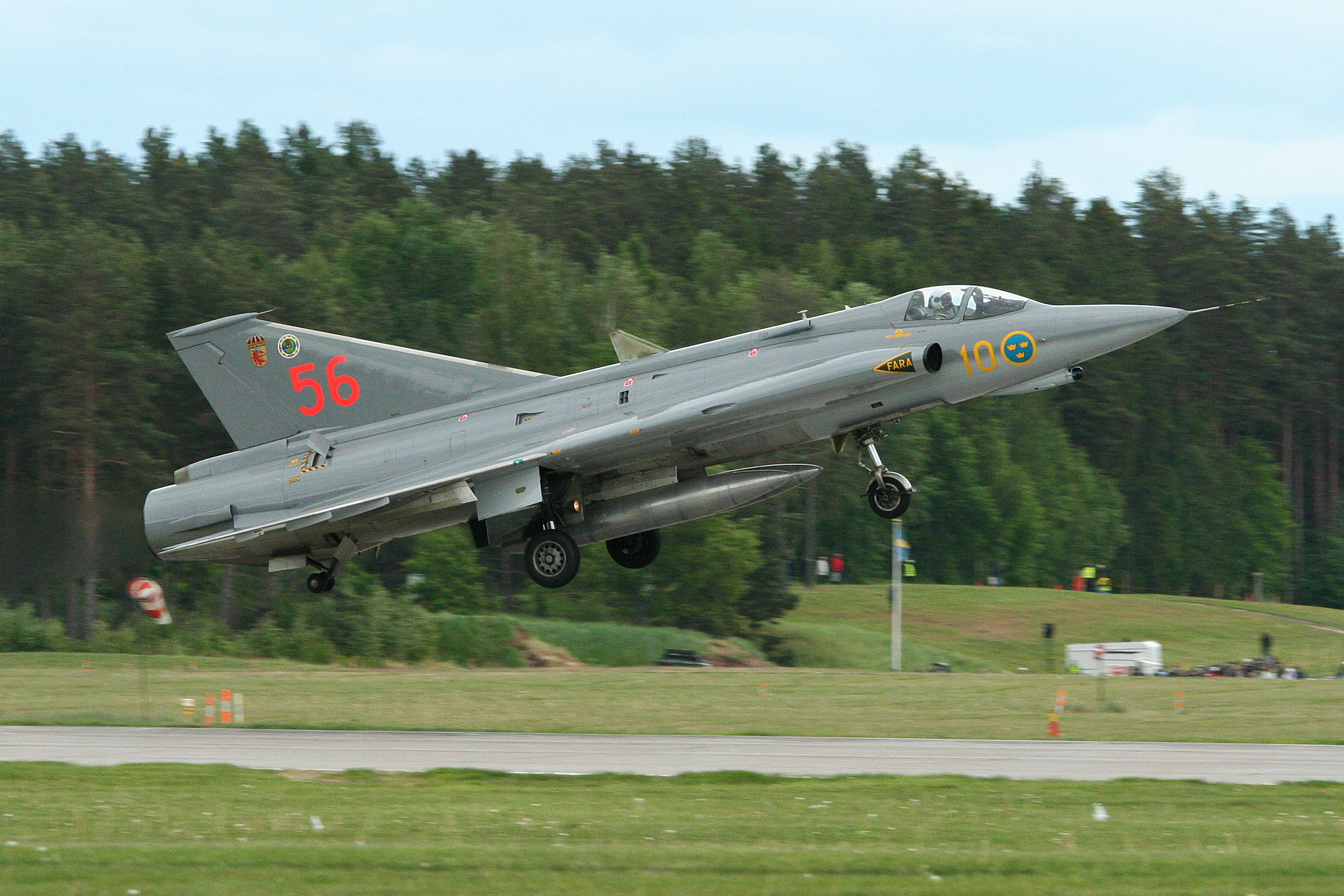
J 35J (35556) tillhörande Swedish Airforce Historic Flight.
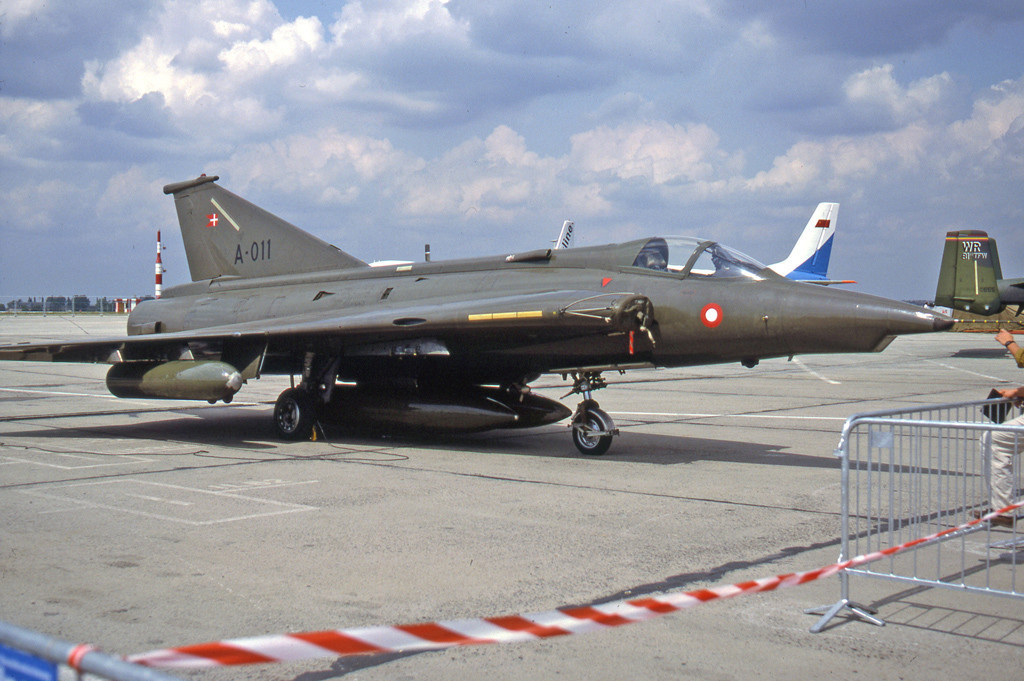
Dansk F-35 (A-011).
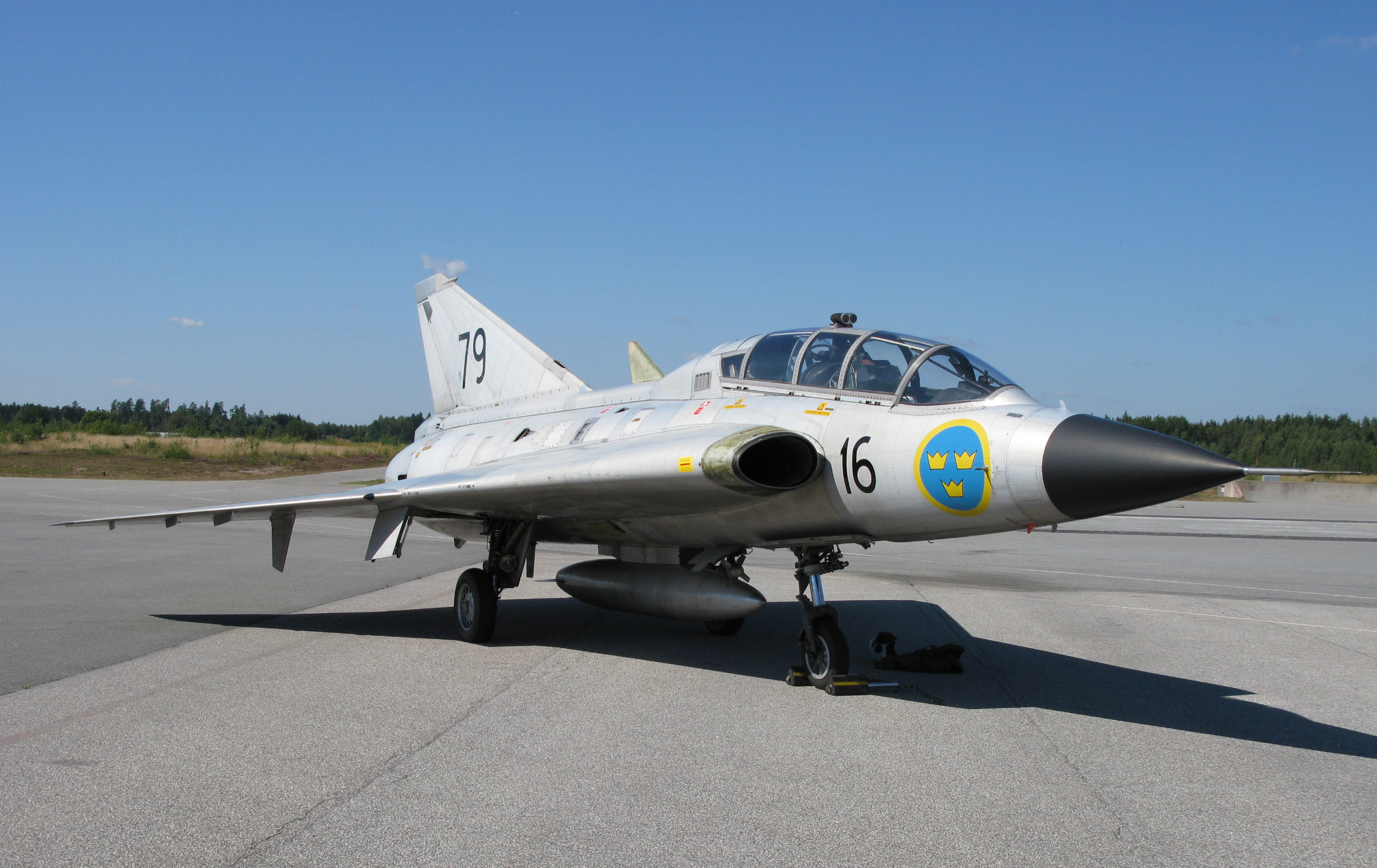
Sk 35C (35810) tillhörande Swedish Airforce Historic Flight.
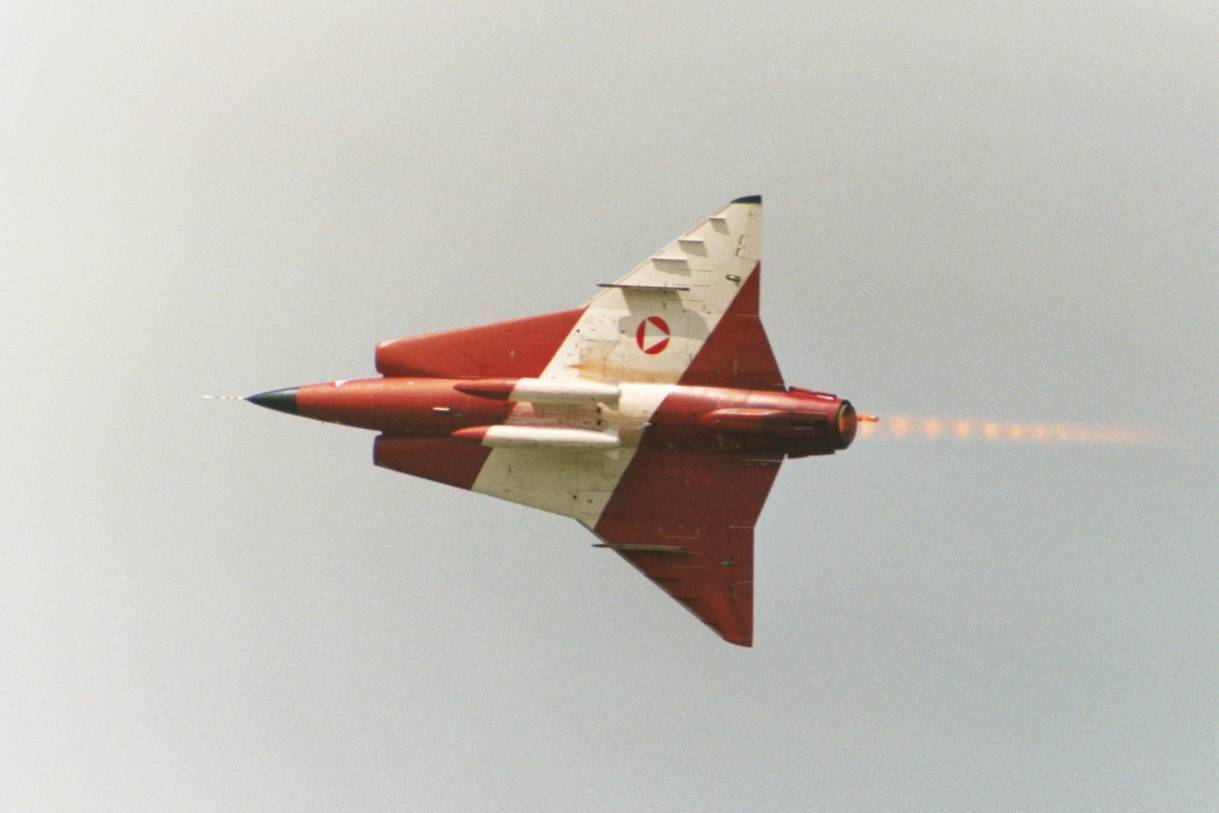
Saab 35 Draken i österrikiska färger.
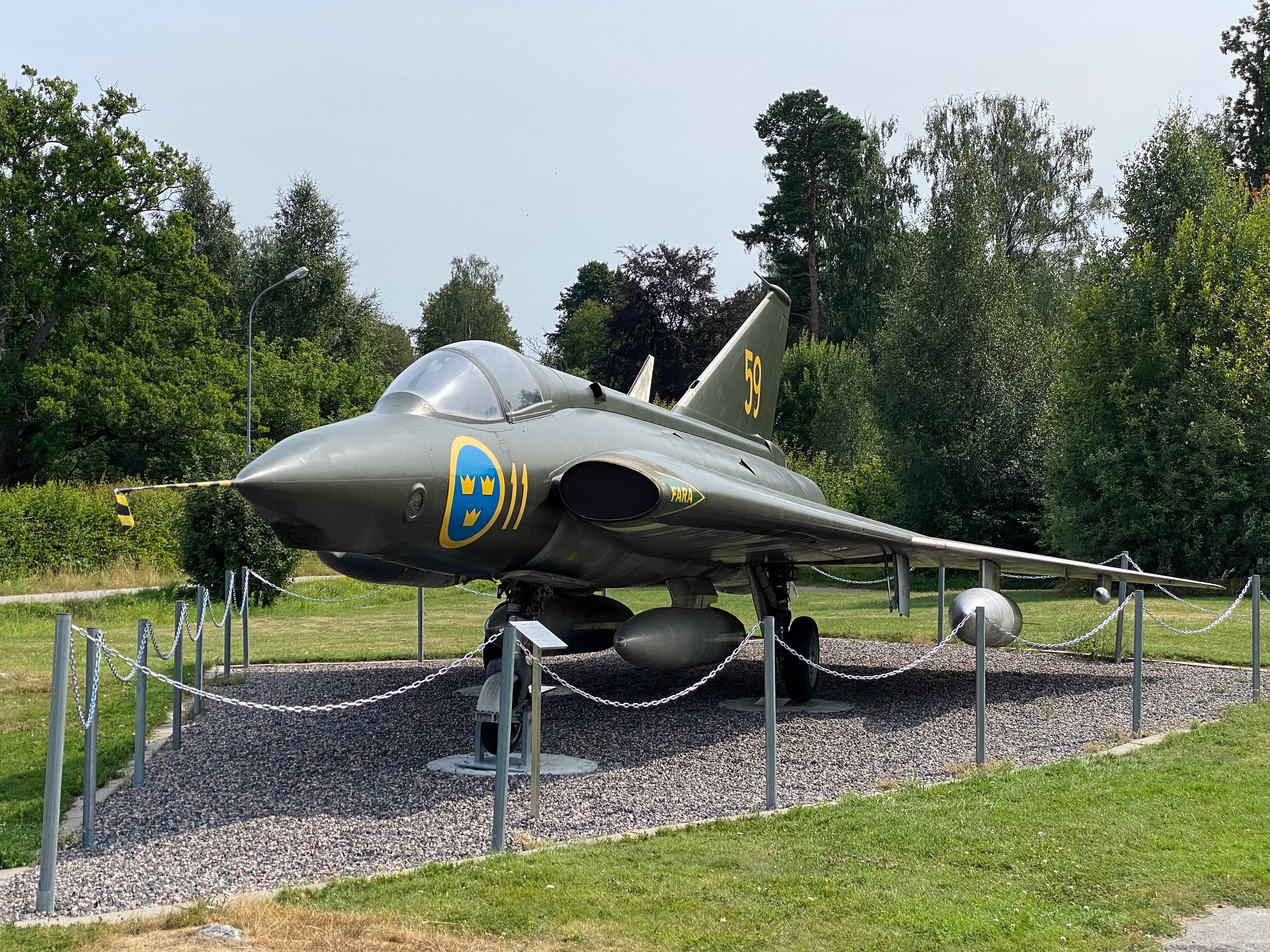
Saab 35 Draken utanför F11 museum.
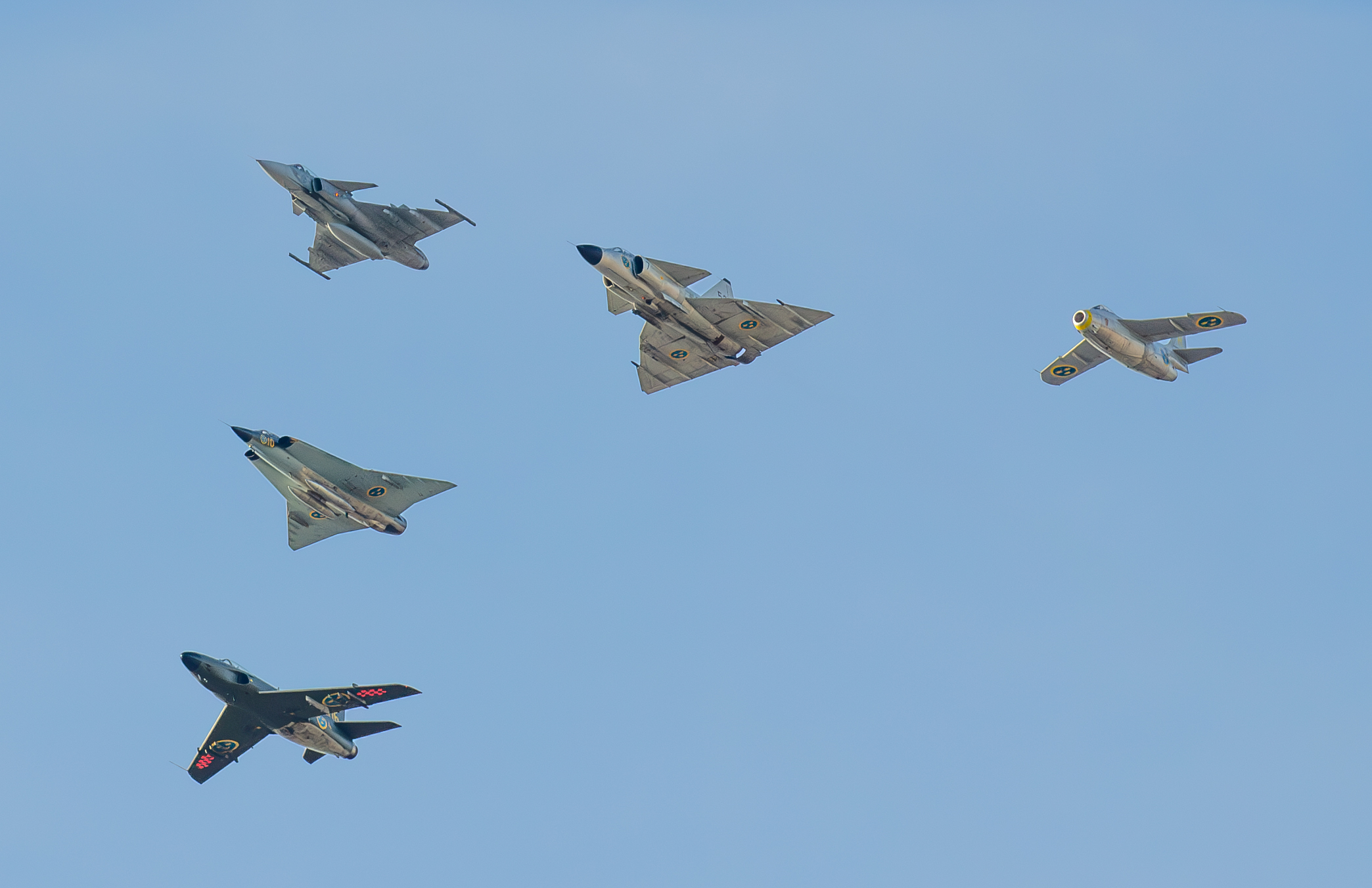
Draken tillsammans med Tunnan, Lansen, Viggen och Gripen under flyguppvisning över centrala Stockholm vid firandet av kung Carl XVI Gustafs 50 år på tronen 2023.

### Webbkällor
- ”Saab 35 Draken, an overview”. x-plane.org. Arkiverad från originalet den 16 mars 2012. https://web.archive.org/web/20120316071650/http://www.x-plane.org/home/urf/aviation/text/35draken.htm. Läst 16 augusti 2015.
- ”Saab J35 Draken”. aef.se. http://www.aef.se/Flygvapnet/Notiser/FPL35_notis.htm. Läst 16 augusti 2015.
- ”The SAAB 35 Draken”. airvectors.net. http://www.airvectors.net/avj35.html. Läst 16 augusti 2015.
- CV-intyg av Gullstrand Saab
- Inge Gustafsson fd Pilot, J35 Draken Minnen bevarade Vägen till Draken